# Termotropismo
Termotropismo  (do grego thermós, "quente" + trópos, "volta" + -ismo) é a reação de um organismo ou material à temperatura.

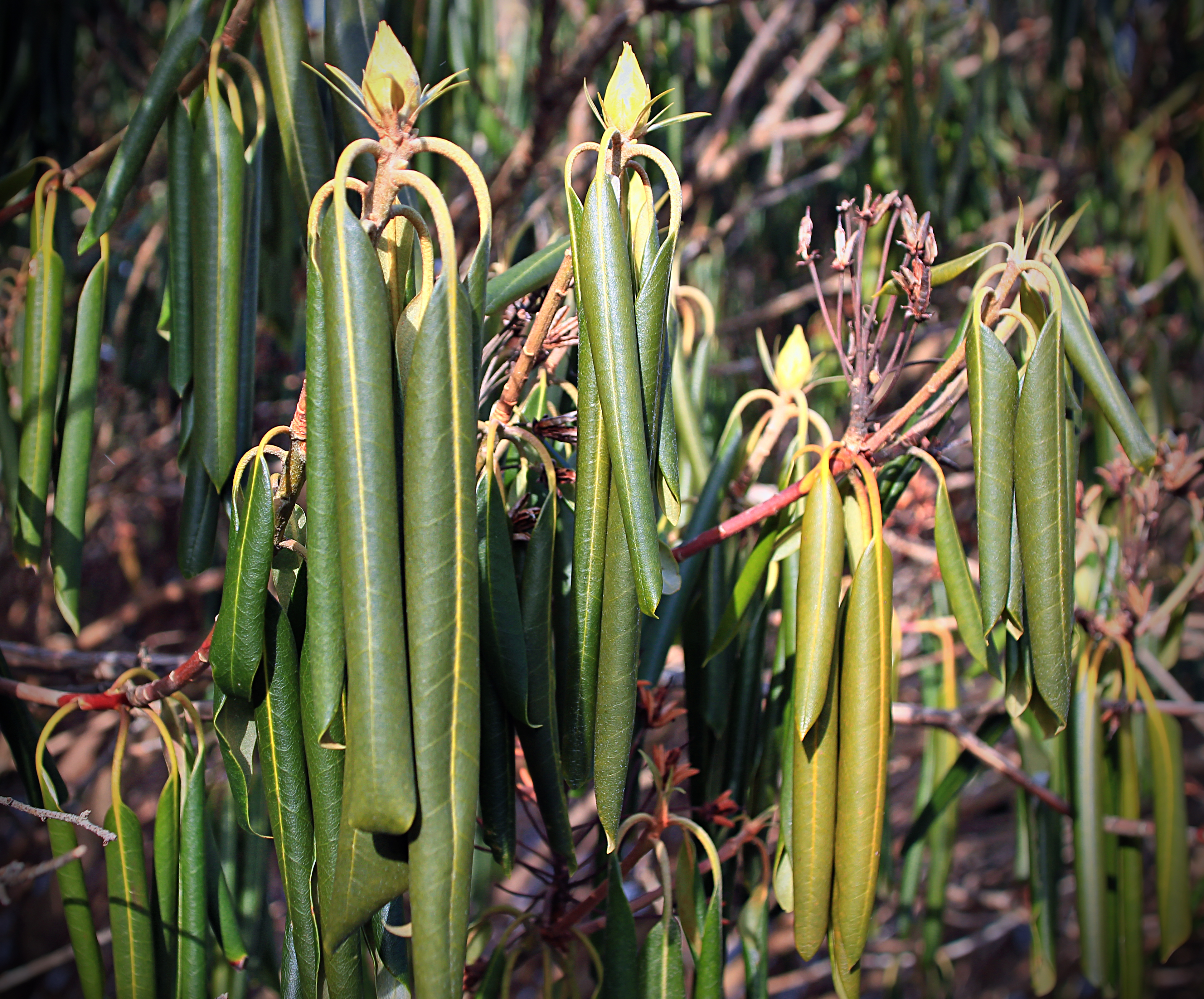
Folhagem se enrolando para proteger do frio.

No âmbito da biologia é um fenómeno muito conhecido e relatado. Em relação a materiais, existem muitas descobertas a serem feitas, principalmente com o desenvolvimento de materiais plásticos. No entanto, a sua aplicação ainda não é feita em escala industrial.

## Biologia
Em biologia, reflecte-se normalmente pelo movimento parcial de um organismo.

## Materiais
Em materiais, o termotropismo revela-se em várias propriedades como, por exemplo, a transparência.

## Aplicações e usos
No controle de sobreaquecimento de sistemas de aquecimento de água solares, estufas, habitações etc.